# Liste der Straßen und Plätze in Braunschweig
Die Liste der Straßen und Plätze in Braunschweig enthält nach Stand Mitte 2011 etwa 2000 Benennungen.

## Aktuell benannte Straßen
- A |
- B |
- C |
- D |
- E |
- F |
- G |
- H |
- I |
- J |
- K |
- L |
- M |
- N |
- O |
- P |
- Q |
- R |
- S |
- T |
- U |
- V |
- W |
- X |
- Y |
- Z

1. Abelnkarre → [1] S. 15
2. Abt-Jerusalem-Straße → Johann Friedrich Wilhelm Jerusalem[2] S. 4 f.
3. Abtstraße → Franz Abt[3] S. 9
4. Achtermannstraße → Achtermannshöhe
5. Ackerhof → [3] S. 10 → Acker
6. Ackerstraße → [4] S. 6 f.
7. Ackerweg
8. Adam-Opel-Straße → Adam Opel
9. Adlerweg
10. Adolf-Bingel-Straße → Adolf Bingel[1] S. 22
11. Adolfstraße → Adolf Bammel[2] S. 6 f.
12. Äckernkamp
13. Ägidienmarkt → siehe bei Altewiek und Aegidienkirche (Braunschweig) sowie auch Ägidienstraße und Hinter Ägidien
14. Ägidienstraße → siehe auch Ägidienmarkt und Hinter Ägidien
15. Agnes-Miegel-Straße → Agnes Miegel
16. Ahornweg
17. Ahrplatz → Ahr
18. Ahrweg → Ahr
19. Akazienkamp
20. Akeleiweg
21. Albert-Schweitzer-Straße → Albert Schweitzer
22. Albert-Spinn-Weg → Albert Spinn
23. Albertstraße
24. Albert-Voigts-Weg → Albert Voigts
25. Albine-Nagel-Straße → Albine Nagel[1] S. 97
26. Alerdsweg → Sophie Marie Alerds[2] S. 8 f. → Johann Gottfried Alerd[3] S. 12 → Was stimmt? → s. Alerds-Stiftung + alerds-stiftung.de
27. Alfred-Delp-Weg → Alfred Delp
28. Alfred-Kraume-Straße → Alfred Kraume
29. Allensteinstraße → Olsztyn
30. Allerstraße → Aller → [4] S. 10 f.
31. Almestraße
32. Alsterplatz → Alster
33. Alte Dorfstraße
34. Alte Frankfurter Straße → Frankfurt am Main[3] S. 75
35. Alte Kirchstraße
36. Alte Knochenhauerstraße → Knochenhauer[3] S. 12, 130
37. Alte Landwehr
38. Alte Leipziger Straße → Leipzig
39. Alte Salzdahlumer Straße → Salzdahlum
40. Alte Schulstraße
41. Alte Waage (Straße) → Alte Waage (Braunschweig)[3] S. 13
42. Altenaustraße → Altenau
43. Alter Hof
44. Alter Pippelweg
45. Alter Platz
46. Alter Postweg
47. Alter Rautheimer Weg → Rautheim
48. Alter Stadtweg
49. Alter Weg
50. Alter Winkel
51. Alter Zeughof
52. Altewiekring → Altewiek[2] S. 10 f.
53. Altfeldstraße → [4] S. 8 f.
54. Altmarkstraße → Altmark
55. Altmühlstraße → Altmühl
56. Altstadtmarkt (Braunschweig) → Altstadt (Braunschweig) → siehe auch bei Hagenmarkt
57. Altstadtring → Altstadt (Braunschweig)[2] S. 12 f.
58. Am Alten Bahnhof → Braunschweiger Bahnhof[2] S. 16 f.
59. Am Alten Petritore → [3] S. 16
60. Am Anger → [4] S. 12 f. → Schweineanger
61. Am Apfelgarten
62. Am Backhaus
63. Am Beberbach (seit 17. Juli 2007)
64. Am Beek
65. Am Berge
66. Am Bockelsberg (seit 19. Dezember 2006)
67. Am Brande
68. Am Bruchkamp
69. Am Bruchtor → [3] S. 16 → siehe auch Bruchstraße und Bruchtorwall
70. Am Brühl
71. Am Brunnen
72. Am Bülten → [4] S. 14 f. → Bulte
73. Am Bürgerpark → Bürgerpark (Braunschweig)[2] S. 18 f.
74. Am Butterbusch
75. Am Dahlumer Holze
76. Am Denkmal
77. Am Doornkaat
78. Am Dorfplatz
79. Am Fallersleber Tore → Fallersleben
80. Am Feuerteich
81. Am Fischteich
82. Am Flaschendreherkamp → [4] S. 16 f.
83. Am Flughafen → Flughafen Braunschweig-Wolfsburg
84. Am Forst
85. Am Friedhof
86. Am Füllerkamp
87. Am Fuhsekanal → Fuhse
88. Am Galggraben → Galggraben
89. Am Gaußberg → Carl Friedrich Gauß
90. Am Grasplatz
91. Am Grefenhoop
92. Am Großen Schafkamp
93. Am Hafen
94. Am Hasengarten
95. Am Hasselteich
96. Am Hauptgüterbahnhof
97. Am Hegen
98. Am Hirtenberg
99. Am Hohen Felde
100. Am Hohen Tore
101. Am Honigbleek
102. Am Horstbleek
103. Am Jödebrunnen → [4] S. 18 f. → Jödebrunnen
104. Am Kalkwerk
105. Am Kanal
106. Am Kirchberg
107. Am Klei
108. Am Kleinen Schafkamp
109. Am Klosterkamp
110. Am Kohlikamp
111. Am Kreuzteich
112. Am Kuhlacker
113. Am Lechelnholz
114. Am Lehmanger
115. Am Lindenberg
116. Am Linnekenmorgen
117. Am Lünischteich
118. Am Magnitor → [3] S. 16
119. Am Markt
120. Am Mascheroder Holz
121. Am Meerberg
122. Am Meerbusch
123. Am Meierhof
124. Am Meinefeld
125. Am Mooranger
126. Am Mühlengraben
127. Am Mühlenkamp
128. Am Mühlenstieg
129. Am Neuen Petritore → [3] S. 16
130. Am Nordbahnhof → [4] S. 20 f.
131. Am Nußberg → Nußberg (Braunschweig)
132. Am Oberstiege
133. Am Obstgarten (seit 18. Juli 2006)
134. Am Ölper Berge → [4] S. 22 f. → Ölper
135. Am Ölper Holze → Ölper
136. Am Okerdüker → Oker → Düker
137. Am Opferholz
138. Am Papenholz
139. Am Platz
140. Am Pottkamp
141. Am Quälenberg
142. Am Queckenberg
143. Am Rautheimer Holze → Rautheim
144. Am Reinertsteich
145. Am Remenhof → siehe auch Im Remenfeld
146. Am Rohrbruch
147. Am Rübenberg
148. Am Salgenholz
149. Am Sandberg
150. Am Sandkamp
151. Am Schapenteich → Schapen (Braunschweig)
152. Am Schiffhorn
153. Am Schloßgarten → Schlosspark (Braunschweig) → Braunschweiger Schloss → [3] S. 16
154. Am Schulring
155. Am Schützenplatz
156. Am Schwarzen Berge → Schwarzer Berg (Braunschweig)[3] S. 16
157. Am Sender
158. Am Soltkamp
159. Am Soolanger
160. Am Spieltore
161. Am Spitzen Hey
162. Am Sportplatz
163. Am Stadtwege
164. Am Steinberg
165. Am Steinring
166. Am Steintore
167. Am Strauk
168. Am Sundern
169. Am Tafelacker
170. Am Teiche
171. Am Theater → Staatstheater Braunschweig
172. Am Timmerlaher Busch → Timmerlah
173. Am Tollen
174. Am Triangel
175. Am Turmsberg
176. Am Uhlenbusch
177. Am Walde
178. Am Wassertor
179. Am Wasserturm → Wasserturm auf dem Giersberg
180. Am Wasserwerk
181. Am Weinberg → [4] S. 26 f.
182. Am Weißen Kamp
183. Am Wendentor
184. Am Wendenturm
185. Am Wendenwehr → [2] S. 20 f.
186. Am Westerberge
187. Am Windmühlenberg
188. Am Winkel
189. Am Zoo → Zoo Braunschweig
190. Amalienplatz → Amalie Löbbecke[2] S. 14 f.
191. Amalienstraße → Amalie Löbbecke[2] S. 14 f.
192. Amsbergstraße
193. Amselsteg
194. Amselstraße → [4] S. 24 f.
195. Amselweg
196. An den Flachsrotten → Flachsrotte
197. An den Gärtnerhöfen
198. An den Ohewiesen
199. An den Teichen
200. An der Andreaskirche → St. Andreas (Braunschweig) → [3] S. 17
201. An der Autobahn → Autobahn
202. An der Bahn
203. An der Bugenhagenkirche → Johannes Bugenhagen
204. An der Grauwe
205. An der Hafenbahn
206. An der Horst
207. An der Kapelle
208. An der Katharinenkirche → St. Katharinen (Braunschweig) → [3] S. 18
209. An der Kirche
210. An der Lahwiese
211. An der Martinikirche → St. Martini (Braunschweig) → [3] S. 18
212. An der Matthäuskirche
213. An der Michaeliskirche → St. Michaelis (Braunschweig) → [3] S. 18
214. An der Mühle
215. An der Neustadtmühle → Neustadt (Braunschweig) → [3] S. 18
216. An der Paulikirche → [4] S. 28 f. → St. Pauli (Braunschweig)
217. An der Petrikirche → St. Petri (Braunschweig) → [3] S. 18
218. An der Riede → Breite Riede
219. An der Rothenburg → [1] S. 113
220. An der Schule
221. An der Schunter → Schunter
222. An der Sporthalle
223. An der Stadthalle → Stadthalle Braunschweig[2] S. 22 f.
224. An der Tannenriede
225. An der Trift → Trift (Weg zum Weideland oder das Weideland selbst?)
226. An der Veltenhöfer Straße → Veltenhof
227. An der Wabe → Wabe (Schunter)
228. An der Wasche
229. An der Woort
230. Andreeplatz → Richard Andree[4] S. 30 f.
231. Anemonenweg
232. Angerburgstraße
233. Anklamstraße → Anklam
234. Anna-Löhr-Straße → Anna Löhr
235. Annette-Kolb-Straße → Annette Kolb
236. Arminiusstraße → Arminius
237. Arndtstraße → Ernst Moritz Arndt[3] S. 23 f.[4] S. 32 f.
238. Artusstraße
239. Aschenkamp
240. Ascherslebenstraße → Aschersleben
241. Asseblick → Asse
242. Asseweg → Asse
243. Asternweg
244. Auenweg
245. Auerstraße
246. Auf dem Anger
247. Auf dem Brink
248. Auf dem Stiege
249. Auf den Rümpen
250. Auf der Moorhütte
251. Auf der Worth
252. Auguststraße (Braunschweig) → August Wilhelm (Braunschweig-Wolfenbüttel)
253. Augusttorwall → August Wilhelm (Braunschweig-Wolfenbüttel)[1] S. 18
254. Aurichstraße → Aurich
255. Aurikelweg
256. Aussigstraße → Aussig
257. Autorstraße → Auctor[2] S. 24 f.
258. Backhausweg
259. Badetwete → Liste der Tweten in Braunschweig → [2] S. 26 f.
260. Bäckerklint → Klint → [3] S. 26
261. Bäckerstieg
262. Bärenkamp
263. Bärwaldestraße
264. Baeyerweg
265. Bahlkamp
266. Bahnhofstraße
267. Bammelsburger Straße → Bammelsburg[3] S. 28
268. Bankplatz → [3] S. 28
269. Bartholomäustwete → Bartholomäuskapelle (Braunschweig) → Liste der Tweten in Braunschweig → [3] S. 29
270. Bassestraße → Hermann Basse[3] S. 29
271. Bauerwiese
272. Baumeisterweg
273. Baumschulenweg
274. Bautzenstraße → Bautzen
275. Bechtsbütteler Straße → Bechtsbüttel
276. Bechtsbütteler Weg → Bechtsbüttel
277. Beckenwerkerstraße → Beckenwerker[3] S. 30 → siehe bei Neustadt (Braunschweig)
278. Beckinger Straße
279. Beckurtsstraße → Heinrich Beckurts
280. Beddinger Straße → Beddingen
281. Beekswiese (seit 27. Februar 2007)
282. Beethovenstraße → Ludwig van Beethoven[4] S. 34 f.
283. Beginekenworth → [3] S. 31
284. Behringstraße
285. Bei dem Gerichte → [4] S. 36 f.
286. Beim Friedhof
287. Bennemannstraße (seit 9. Dezember 2008) → Franziska Bennemann und Otto Bennemann[5]
288. Benzstraße → Carl Benz
289. Bergfeldstraße → Cyriakusstift[2] S. 30 f. → Cyriacus (Heiliger)
290. Berggarten
291. Bergiusstraße
292. Bergstraße → Giersberg (Braunschweig)[2] S. 26 f.
293. Berkenbuschstraße
294. Berliner Heerstraße → Berlin
295. Berliner Platz → Berlin → [2] S. 32 f. → siehe bei Schillstraße (Braunschweig)
296. Berliner Straße → Berlin
297. Bernerstraße → Karl Wilhelm Ernst Berner[3] S. 32
298. Bertha-von-Suttner-Straße → Bertha von Suttner
299. Bertramstraße → Ferdinand Wilhelm Bertram[2] S. 34 f.
300. Besselstraße → Friedrich Wilhelm Bessel[2] S. 36 f.
301. Beuthenstraße → Beuthen
302. Bevenroder Straße → Bevenrode
303. Bexbachweg
304. Biberweg
305. Bickberg (seit 15. April 2008)
306. Bielitzweg
307. Bienenstraße → [4] S. 38 f.
308. Bienroder Straße → Bienrode
309. Bienroder Weg → Bienrode
310. Biggeweg
311. Billrothstraße
312. Bindestraße → [4] S. 40 f.
313. Birkenheg
314. Birkenkamp
315. Birkenring
316. Birkhahnweg
317. Birnbaumskamp (seit 27. Februar 2007)
318. Bischofsburgweg
319. Bismarckstraße → Otto von Bismarck[2] S. 38 f.
320. Blanchardplatz → Jean-Pierre Blanchard
321. Blankenburger Straße → Blankenburg (Harz)
322. Blasiusstraße → Johann Heinrich Blasius und Rudolf Heinrich Paul Blasius und Wilhelm August Heinrich Blasius[2] S. 40 f.
323. Bleibtreuweg → Ludwig Otto Bleibtreu
324. Bliesstraße
325. Blitzeichenweg
326. Blücherstraße → Gebhard Leberecht von Blücher[4] S. 42 f.
327. Blütenstieg
328. Blumenstraße → [4] S. 44 f.
329. Blumenweg
330. Boberweg → Bober
331. Bochumer Straße → Bochum
332. Bocksbergweg
333. Bockshornweg
334. Bockstwete → Liste der Tweten in Braunschweig → [3] S. 35
335. Bodelschwinghstraße
336. Böcklerstraße → Hans Böckler[2] S. 42 f.
337. Böcklinstraße → Arnold Böcklin
338. Bölschestraße
339. Boeselagerstraße → Georg Freiherr von Boeselager
340. Böttgerstraße
341. Bohlweg → Knüppeldamm[3] S. 37 → siehe bei Braunschweig, BS/Verkehr und Hagenmarkt
342. Bohnenkamp
343. Bolchentwete → Bonbon#Andere Bezeichnungen[2] S. 44 f. → Liste der Tweten in Braunschweig → Bonbongäßchen
344. Bolkenhainstraße
345. Boltenberg
346. Bonhoefferweg → Dietrich Bonhoeffer
347. Bornhardtweg → Johann Heinrich Carl Bornhardt[4] S. 46 f.
348. Borsigstraße
349. Bortfelder Stieg → Bortfeld
350. Bossengang
351. Bossestraße
352. Bottroper Straße → Bottrop
353. Brabandtstraße → Henning Brabandt[3] S. 39
354. Brackestraße → Wilhelm Bracke[3] S. 39
355. Brahmsstraße → Johannes Brahms
356. Brandenburgstraße → Brandenburg
357. Brauerskamp
358. Braunlager Straße → Braunlage
359. Braunsbergweg
360. Braunschweiger Straße → Braunschweig
361. Braunstraße
362. Brehmstraße → Alfred Brehm
363. Breite Riede
364. Breite Straße → [3] S. 45 → siehe bei Altstadtmarkt (Braunschweig)
365. Breitenhop
366. Breites Bleek
367. Breitscheidstraße
368. Brentanostraße
369. Breslauer Straße → Breslau
370. Briegstraße → Brzeg
371. Brinkstraße
372. Brockenblick → Brocken
373. Brodweg
374. Broitzemer Holz → Broitzem
375. Broitzemer Steinberg → Broitzem
376. Broitzemer Straße → Broitzem[2] S. 46 f.
377. Brombeerweg
378. Bromberger Straße
379. Bruchanger
380. Bruchbergweg
381. Bruchstieg
382. Bruchstraße (Braunschweig) → [3] S. 45 f. → siehe auch Am Bruchtor und Bruchtorwall
383. Bruchtorwall → [3] S. 46 → siehe auch Am Bruchtor und Bruchstraße
384. Bruchweg
385. Brückenpfad
386. Brucknerstraße → Anton Bruckner[4] S. 48 f.
387. Bruderstieg → Franziskaner[2] S. 48 f.
388. Brühlkamp
389. Brüningpassage → [3] S. 47 → [3] S. 177 (Liste der Passagen in Braunschweig)
390. Brüsterortweg → siehe bei Johannes Richard zur Megede
391. Brunhildenstraße → Brünhild
392. Brunnenweg → [4] S. 50 f.
393. Buchenkamp
394. Buchenweg
395. Buchfinkweg
396. Buchhorstblick
397. Buchlerweg → Hermann Buchler
398. Buchweizenstiege
399. Büchnerstraße → Georg Büchner[4] S. 52 f.
400. Bültenweg → [3] S. 50 → Bulte[2] S. 52 f.
401. Bugenhagenstraße → Johannes Bugenhagen[2] S. 50 f.
402. Bundesallee
403. Bunsenstraße → Robert Wilhelm Bunsen
404. Bunzlaustraße
405. Burbacher Straße
406. Burg
407. Burgbergblick
408. Bürgerstraße → Gottfried August Bürger[2] S. 54 f.
409. Burgpassage → Burg Dankwarderode → [3] S. 177 (Liste der Passagen in Braunschweig)
410. Burgplatz (Braunschweig) → Burg Dankwarderode → [3] S. 53 → siehe auch bei BS/Stadtgründung und Mittelalter, BS/Zeit des Nationalsozialismus, BS/Traditionsinseln, BS/Museen, BS/Regelmäßige Veranstaltungen und BS/Veranstaltungen im Sommer
411. Burgstelle
412. Burgundenplatz → Burgunden
413. Buschkamp
414. Buschweg
415. Bussardweg → Bussarde
416. Butterberg
417. Calvördestraße → [4] S. 54 f. → Calvörde
418. Cammannstraße → Johann Camman[3] S. 55[2] S. 58 f.
419. Campestraße → Joachim Heinrich Campe[2] S. 56 f.[3] S. 55
420. Carl-Giesecke-Straße → Carl Giesecke[1] S. 51
421. Carl-Miele-Straße → Carl Miele
422. Carl-von-Ossietzky-Straße → Carl von Ossietzky
423. Carl-Zeiss-Straße → Carl Zeiss
424. Caroline-Herschel-Straße (seit 28. Juni 2011) → Caroline Herschel[6]
425. Caroline-Neuber-Straße → Caroline Neuber
426. Casparistraße → Heinrich Caspari[3] S. 55 f. → siehe bei Hagenmarkt
427. Celler Heerstraße → Celle
428. Celler Straße → Celle → [2] S. 60 f.
429. Charlottenburgweg
430. Charlottenhöhe
431. Charlottenstraße → Henriette Charlotte Elisabeth Bammel[2] S. 62 f.
432. Chemnitzstraße → Martin Chemnitz[2] S. 64 f.[3] S. 56
433. Cheruskerstraße → Cherusker
434. Christian-Friedrich-Krull-Straße → Christian Friedrich Krull[4] S. 56 f.
435. Christian-Pommer-Straße → Christian Pommer
436. Christoph-Ding-Straße → Christoph Ding
437. Claudiusstraße
438. Clauskamp
439. Clematisweg
440. Comeniusstraße → Johann Amos Comenius[4] S. 58 f.
441. Coselweg → Koźle
442. Cranzweg → Selenogradsk
443. Cuersgang
444. Cuppelhuth
445. Cyriaksring → Cyriakusstift[2] S. 66 f. → Cyriacus (Heiliger)
446. Dachdeckerweg
447. Dachsweg
448. Dahlienweg
449. Dahlumer Straße
450. Daimlerstraße → Gottlieb Daimler
451. Damm → [3] S. 58
452. Dammpassage → [3] S. 177 (Liste der Passagen in Braunschweig)
453. Dammstraße
454. Dammwiese
455. Dankwardstraße → [3] S. 58
456. Danziger Straße → Danzig
457. David-Mansfeld-Weg → David Mansfeld
458. Dedekindstraße → Adolf Dedekind oder Julius Dedekind oder Richard Dedekind
459. Deisterstraße → Deister
460. Deiweg
461. Denkmalsweg
462. Dernburgstraße
463. Dessaustraße → Dessau
464. Dibbesdorfer Straße → Dibbesdorf
465. Dielsweg
466. Diemelstraße
467. Dierckestraße → Diercke
468. Dieselstraße → Rudolf Diesel
469. Dießelhorststraße → Hermann Dießelhorst
470. Diestelbleek
471. Diesterwegstraße → Adolph Diesterweg[4] S. 60 f.
472. Dietrichstraße
473. Dillinger Straße → Dillingen/Saar
474. Distelheide
475. Domagkweg → Gerhard Domagk
476. Dompassage → Braunschweiger Dom → [3] S. 177 (Liste der Passagen in Braunschweig)
477. Domplatz → Braunschweiger Dom → [3] S. 60
478. Donaustraße → Donau
479. Donnerbleek
480. Donnerburgweg
481. Dorflage
482. Dorfplatz
483. Dorfstraße
484. Dorfwinkel
485. Döringstraße → Curd Döring (nicht gesichert)[2] S. 68 f.
486. Dormblick
487. Dörnbergstraße → [4] S. 62 f.
488. Dornenbusch
489. Dornstraße → Paul Dorn[1] S. 38
490. Dorntriftweg → Trift (Weg zum Weideland oder das Weideland selbst?)
491. Dorothea-Erxleben-Straße → Dorothea Christiane Erxleben
492. Dortmunder Straße → Dortmund
493. Dosseweg
494. Doweseeweg → [1] S. 38
495. Dr.-Berndt-Weg → Rudolf Berndt
496. Dr.-Willke-Weg → Otto Willke[3] S. 62
497. Drachenbergblick
498. Drasewitztwete → Liste der Tweten in Braunschweig
499. Dreisch
500. Dresdenstraße → Dresden
501. Drömlingweg → Drömling
502. Drosselgasse
503. Drosselstieg
504. Drosselweg
505. Dudweilerstraße
506. Dürerstraße → Albrecht Dürer
507. Duisburger Straße → Duisburg
508. Ebertallee → Friedrich Ebert
509. Echternstraße → [3] S. 63 → siehe bei Bruchstraße (Braunschweig)
510. Eckenerstraße
511. Eddastraße → Edda
512. Ederweg → Eder
513. Efeuweg
514. Ehrenbrechtstraße → [3] S. 64
515. Ehrlichstraße
516. Eibenweg
517. Eichendorffstraße → Joseph von Eichendorff
518. Eichenkamp
519. Eichenring
520. Eichenstieg
521. Eichenweg
522. Eichhagen
523. Eichhahnweg
524. Eichtalstraße → [3] S. 65[4] S. 64 f.
525. Eickhorstweg
526. Eickweg
527. Eiderstraße → Eider
528. Eierkamp
529. Eiermarkt (Braunschweig) → [3] S. 65
530. Einsteinstraße → Albert Einstein
531. Eisenachweg → Eisenach
532. Eisenbütteler Straße → Eisenbüttel[2] S. 70 f.
533. Eitelbrodstraße
534. Ekbertstraße → Ekbert II. (Meißen)[2] S. 72 f.
535. Elbestraße → Elbe
536. Elchstraße
537. Ellernbruch
538. Elmblick → Elm (Höhenzug)
539. Elmhöhe → Elm (Höhenzug)
540. Elmsburgweg
541. Elmweg → Elm (Höhenzug)
542. Elsa-Brändström-Straße → Elsa Brändström
543. Else-Hoppe-Straße → Else Hoppe
544. Elsternkamp
545. Elsterstraße
546. Elversberger Straße
547. Elzweg
548. Emma-Kraume-Straße → Emma Kraume
549. Emmy-Scheyer-Straße → Emmy Scheyer
550. Emscherstraße → Emscher
551. Emsstraße → Ems
552. Engelhardstraße (seit 16. Februar 2010) → Johann Georg Ernst Engelhard[7]
553. Engelsstraße → Friedrich Engels
554. Ennepeweg → Ennepe
555. Ensdorfer Straße
556. Enzianweg
557. Erdkamp
558. Erftstraße
559. Erfurtplatz → Erfurt
560. Erikaweg
561. Erlenbruch
562. Erlengrund
563. Erlenkamp
564. Ermlandstraße → Ermland
565. Ernst-Abbe-Weg → Ernst Abbe
566. Ernst-Amme-Straße → Ernst Amme[4] S. 68 f.
567. Ernst-Böhme-Straße → Ernst Böhme (Politiker)
568. Ernst-Waldvogel-Straße → Ernst Waldvogel
569. Erzberg
570. Eschenburgstraße → Johann Joachim Eschenburg[3] S. 68[4] S. 70 f.
571. Eschenweg
572. Essener Straße → Essen
573. Esteweg
574. Eulenspiegeltwete → Till Eulenspiegel → Liste der Tweten in Braunschweig
575. Eulenstraße → Eulen (Uhlentwete)[2] S. 74 f.
576. Eulerstraße (seit 16. Februar 2010) → Leonhard Euler[8]
577. Europaplatz (Braunschweig) → Europa[2] S. 76 f. → siehe auch bei Hagenmarkt
578. Eutschenwinkel
579. Eylaustraße
580. Fabrikstraße → [2] S. 78 f.
581. Falkenbergstraße
582. Falkenhorst
583. Falkenweg
584. Fallersleber Straße → Fallersleben[3] S. 69 → siehe bei Hagenmarkt
585. Fallersleber-Tor-Wall → Fallersleben
586. Fallsteinblick
587. Fallsteinstraße
588. Farnweg
589. Fasanenkamp
590. Fasanenstraße → Fasanenhölzchen[2] S. 80 f.
591. Feldstraße → [4] S. 72 f.
592. Ferdinand-Spehr-Straße → Ludwig Ferdinand Spehr
593. Ferdinandstraße → Ferdinand von Braunschweig-Wolfenbüttel[3] S. 70 (dort als Ferdinand von Braunschweig-Lüneburg)
594. Feuerbachstraße → Anselm Feuerbach
595. Feuerbergweg
596. Feuerbrunnen
597. Feuerdornweg
598. Feuerwehrstraße → Feuerwehr Braunschweig[4] S. 74 f.
599. Fichtengrund
600. Fichtenweg
601. Finkenherd → [4] S. 76 f.
602. Finkenkamp
603. Fischerbrücke
604. Fischerweg
605. Fischhausenweg → Primorsk (Kaliningrad)
606. Flachsrottenweg → Flachsrotte
607. Flechtorfer Straße → Flechtorf
608. Flescheweg → Herman Flesche[3] S. 73
609. Fliederweg
610. Fliednerstraße
611. Flotowstraße → Friedrich von Flotow[4] S. 78 f.
612. Flughafenblick → Flughafen Braunschweig-Wolfsburg
613. Föhrenweg
614. Fontanestraße → Theodor Fontane[4] S. 80 f.
615. Förster-Langheld-Straße
616. Forststraße
617. Forweilerstraße
618. Frankenstraße
619. Frankenthalstraße → Frankenthal (Pfalz)
620. Franke-und-Heidecke-Straße → Franke und Heidecke
621. Frankfurter Platz (seit 8. Juli 2008) → Frankfurt am Main
622. Frankfurter Straße (Braunschweig) → Frankfurt am Main[3] (Straße von Cassel) S. 75[2] S. 82 f.
623. Franz-Frese-Weg → Franz Frese
624. Franz-Liszt-Straße → Franz Liszt[4] S. 82 f.
625. Franz-Rosenbruch-Weg → Franz Rosenbruch
626. Franz-Trinks-Straße → Franz Trinks (1852–1931)[3] S. 230[2] S. 84 f.
627. Freisestraße → Eduard Freise (1849–1927), Gründer der Drogisten-Akademie Braunschweig[3] S. 62 (ehemals Pfleghausstraße)[2] S. 86 f.
628. Fremersdorfer Straße → Fremersdorf
629. Freyastraße → Freya
630. Freytagstraße → Gustav Freytag[4] S. 84 f.
631. Frickenmühle
632. Fridtjof-Nansen-Straße → Fridtjof Nansen
633. Friedensallee
634. Friedhofsweg
635. Friedlandweg
636. Friedrich-Knoll-Straße → Friedrich Knoll[1] S. 80
637. Friedrich-Kreiß-Weg → Friedrich Kreiß (1842–1915)[2] S. 88 f.
638. Friedrich-Löffler-Weg → Friedrich Löffler
639. Friedrich-Seele-Straße → Friedrich Seele (Johann Friedrich Seele, Friedrich Heinrich Philipp Seele)[3] S. 251 → siehe Braunschweigische Maschinenbauanstalt
640. Friedrichshöhe
641. Friedrichsthaler Straße
642. Friedrichstraße → Friedrich August (Braunschweig-Lüneburg-Oels) (1740–1805)[2] S. 90 f.
643. Friedrich-Voigtländer-Straße → Peter Wilhelm Friedrich von Voigtländer[3] S. 237
644. Friedrich-Wilhelm-Passage → Friedrich Wilhelm (Braunschweig-Lüneburg-Oels)[3] S. 78 → [3] S. 177 (Liste der Passagen in Braunschweig)
645. Friedrich-Wilhelm-Platz (Braunschweig) → Friedrich Wilhelm (Braunschweig-Lüneburg-Oels)[3] S. 78
646. Friedrich-Wilhelm-Straße → Friedrich Wilhelm (Braunschweig-Lüneburg-Oels)[3] S. 78 → siehe bei Bruchstraße (Braunschweig) und Kohlmarkt (Braunschweig)
647. Friesenstraße → [3] S. 78 → siehe bei Hagenmarkt
648. Frieseweg
649. Fritz-Giesel-Straße → Friedrich Giesel →[3] S. 88
650. Fritz-Habekost-Weg → Fritz Habekost
651. Fröbelweg
652. Fuchstwete → Fuchs (Raubtier)[2] S. 92 f. → Liste der Tweten in Braunschweig
653. Fuchsweg
654. Fuhneweg → Fuhne
655. Fuldastraße → Fulda
656. Gabelsbergerstraße → Franz Xaver Gabelsberger[4] S. 86 f.
657. Gablonzstraße → Jablonec nad Nisou
658. Gänseanger
659. Gänsekamp
660. Gärtnerstraße
661. Garküche (Braunschweig) → [3] S. 79
662. Gartenkamp → [4] S. 88 f.
663. Gartenstraße → Garten[2] S. 94 f.
664. Gartenweg
665. Gassnerstraße
666. Gaußstraße → Carl Friedrich Gauß[2] S. 96 f.
667. Gebhard-von-Bortfelde-Weg → Gebhard von Bortfelde
668. Gebrüder-Grimm-Straße → Brüder Grimm
669. Gehegewiese
670. Geibelstraße
671. Geiershagen → [3] S. 83
672. Geitelder Berg → Geitelde
673. Geiteldestraße → Geitelde
674. Gellertstraße
675. Gelsenkirchenstraße → Gelsenkirchen
676. Gemeindestraße
677. Georg-Althaus-Straße → Georg Althaus
678. Georg-Eckert-Straße → Georg Eckert
679. Georg-Westermann-Allee → George Westermann[4] S. 90 f.
680. Georg-Wolters-Straße → Georg Wolters (1860–…), Tier- und Jagdmaler → früher: Spohrstraße[2] S. 98 f.
681. Gerastraße → Gera
682. Gerhard-Schridde-Weg → Gerhard Schridde
683. Gerhart-Hauptmann-Weg → Gerhart Hauptmann
684. Gerichtspassage → [3] S. 177 (Liste der Passagen in Braunschweig)
685. Germersheimstraße → Germersheim
686. Gernotstraße
687. Gersheimer Straße → Gersheim
688. Gerstäckerstraße → Friedrich Gerstäcker[2] S. 100 f.
689. Gerstekamp
690. Gertrud-Bäumer-Straße → Gertrud Bäumer
691. Gertrudenstraße → Gertrud die Jüngere von Braunschweig (1058–1117)[2] S. 102 f.
692. Geysostraße → August von Geyso[4] S. 92 f.
693. Giersbergstraße → Wasserturm auf dem Giersberg → [3] S. 88 → Giersberg (Braunschweig)[2] S. 104 f.
694. Gieseler (Braunschweig) → [3] S. 89
695. Gieselerwall → [3] S. 89
696. Gieselweg → Friedrich Giesel[3] S. 88
697. Gifhorner Straße → Gifhorn
698. Gimpelweg
699. Ginstersteg
700. Ginsterweg
701. Glanweg
702. Glaserweg
703. Glatzer Straße → Kłodzko
704. Glatzweg → Kłodzko
705. Gleiwitzstraße → Gliwice
706. Gliesmaroder Straße → Gliesmarode[2] S. 106 f.
707. Glinder Straße
708. Glogaustraße → Głogów
709. Glückstraße → Elend (Zustand) → früher Elendstwete bzw. Elendsstraße[2] S. 108 f.
710. Gmeinerstraße → Paul Gmeiner[3] S. 90
711. Gneisenaustraße → August Neidhardt von Gneisenau[4] S. 94 f.
712. Goeppert-Mayer-Straße (seit 14. Dezember 2010) → Maria Goeppert-Mayer[9]
713. Gördelingerstraße → [3] S. 90 → siehe bei Altstadtmarkt (Braunschweig)
714. Görgesstraße → Wilhelm Görges[2] S. 110 f.
715. Görlitzstraße → Görlitz
716. Goethestraße → Johann Wolfgang von Goethe
717. Göttingstraße → Carl Götting[1] S. 54 (Carl Julius Bartold Götting)[2] S. 114 f.
718. Goldapstraße → Goldap
719. Gorch-Fock-Straße → Gorch Fock
720. Gosekamp → Gose (Abzucht)
721. Goslarsche Straße → Goslar[2] S. 112 f.
722. Gotenweg → Goten[4] S. 96 f.
723. Grabenhorst
724. Grabenstraße → [4] S. 98 f.
725. Granestraße → Grane (Fluss)
726. Grasseler Straße → Grassel
727. Graudenzer Straße → Grudziądz
728. Grazer Straße → Graz
729. Greifswaldstraße → Greifswald
730. Greizweg
731. Grenzweg
732. Griegstraße
733. Griepenkerlstraße → Friedrich Konrad Griepenkerl[4] S. 100 f. → Wolfgang Robert Griepenkerl[3] S. 92 (dort allerdings als Robert Wolfgang Griepenkerl)[4] S. 100 f.
734. Große Grubestraße
735. Große Straße
736. Großer Hof
737. Grothstraße
738. Grotrian-Steinweg-Straße → Grotrian-Steinweg
739. Grubenweg
740. Grünbergstraße
741. Grund
742. Grüner Ring
743. Grüner Weg
744. Grünewaldstraße
745. Grünstraße → [4] S. 102 f.
746. Gudrunstraße
747. Güldenkamp
748. Güldenstraße → [3] S. 95
749. Gumbinnenstraße
750. Guntherstraße → Gundahar
751. Gustav-Harms-Straße
752. Gustav-Knuth-Weg → Gustav Knuth
753. Gustav-Schwab-Straße → Gustav Schwab
754. Gutenbergstraße → Johannes Gutenberg[4] S. 104 f.
755. Haarsweg
756. Haberweg
757. Habichtweg
758. Hackelkamp
759. Hackelwiese
760. Haeckelstraße → Ernst Haeckel[2] S. 116 f.
761. Händelstraße → Georg Friedrich Händel[4] S. 106 f.
762. Hänflingstraße → Bluthänfling
763. Hänselmannstraße → Ludwig Hänselmann[3] S. 96[4] S. 108 f.
764. Hafenstraße
765. Haferkamp
766. Hagenbrücke → Hagen (Braunschweig) → [3] S. 97 → siehe bei Hagenmarkt
767. Hagenmarkt → Hagen (Braunschweig) → [3] S. 97 → siehe auch bei Altstadtmarkt (Braunschweig)#Haus zu den sieben Türmen
768. Hagenring (Braunschweig) → Hagen (Braunschweig) (Hagenbruch, Hagenbruchstraße, Hagenstraße)[2] S. 118 f.
769. Hagenscharrn → Hagen (Braunschweig) → [3] S. 97 → siehe bei BS/Museen
770. Hahnenkamp
771. Hahnenkleestraße → Hahnenklee
772. Hainbergstraße
773. Hainbuchenweg
774. Halberstadtstraße → Halberstadt
775. Hallestraße → Halle (Saale)
776. Hamburger Straße (Braunschweig) → Hamburg → siehe bei BS/Jüdische Gemeinde
777. Hamelnweg → Hameln
778. Hampentwete → Liste der Tweten in Braunschweig
779. Handelsweg → [3] S. 177 (Liste der Passagen in Braunschweig) → Sedanbazar
780. Hannoversche Straße → Hannover
781. Hansestraße → Hanse
782. Hans-Geitel-Straße → Hans Friedrich Geitel[1] S. 50
783. Hans-Jürgen-Straße → Hans Jürgen
784. Hans-Porner-Straße → Hans Porner[1] S. 105
785. Hans-Sachs-Straße → Hans Sachs
786. Hans-Scholkemeier-Weg → Hans Scholkemeier
787. Hans-Sommer-Straße → Hans Sommer (Komponist und Mathematiker)[4] S. 110 f.
788. Harnackstraße → Harnack
789. Harnischweg → Otto Siegfried Harnisch[4] S. 112 f.
790. Hartgerstraße → Friedrich Hartger[4] S. 114 f.
791. Hartriegelweg
792. Harxbütteler Straße → Harxbüttel
793. Harzblick → Harz (Mittelgebirge)
794. Harzburger Straße → Bad Harzburg
795. Harzstieg → Harz (Mittelgebirge)
796. Harzweg → Harz (Mittelgebirge)
797. Haselnußweg
798. Haselweg
799. Hasenberg
800. Hasenwinkel → [4] S. 116 f.
801. Haseweg
802. Hasselfelder Straße
803. Haubachweg
804. Hauptstraße
805. Havelstraße → Havel
806. Hayerstraße
807. Hebbelstraße → Friedrich Hebbel
808. Heckenweg
809. Hedwig-Kohn-Weg → Hedwig Kohn
810. Hedwigstraße → vermutlich nach Hedwig von Brandenburg, Tochter von Joachim II. (Brandenburg), Ehefrau von Julius von Braunschweig-Lüneburg[2] S. 120 f.
811. Heerstieg
812. Heesfeld
813. Hegerdorfstraße
814. Heidbergstieg → Heidberg
815. Heidbleekanger
816. Heideblick
817. Heidehöhe
818. Heidelbeerweg
819. Heidelbergstraße → Heidelberg
820. Heideweg
821. Heimgarten
822. Heimstättenweg
823. Heinrich-Büssing-Ring → Heinrich Büssing[2] S. 124 f.
824. Heinrich-Heine-Straße → Heinrich Heine[4] S. 118 f.
825. Heinrich-Mack-Straße → Heinrich Mack
826. Heinrich-Netzel-Weg → Heinrich Netzel
827. Heinrichstraße → Heinrich II. (Braunschweig-Wolfenbüttel)[2] S. 126 f.[4] S. 120 f.
828. Heinz-Scheer-Straße (seit 16. Februar 2010) → Heinz Scheer[10]
829. Heinz-Waaske-Weg → Heinz Waaske
830. Heisenbergstraße → Werner Heisenberg
831. Heisterbusch
832. Helene-Engelbrecht-Straße → Helene Engelbrecht[1] S. 41
833. Helene-Evers-Weg → Helene Evers[1] S. 43
834. Helene-Künne-Allee → Helene Künne
835. Helenenstraße → vermutlich nach Helene von Bernewitz (1846–1923), Nachfahrin von Ernst Christian Conrad Wrede (1751–1844), Ehefrau von Arthur von Bernewitz[2] S. 122 f.
836. Helgolandstraße → Helgoland
837. Heliandstraße → Heliand
838. Hellwinkel
839. Helmeweg
840. Helmholtzstraße → Hermann von Helmholtz[4] S. 122 f.
841. Helmstedter Straße → Helmstedt[2] S. 128 f. → siehe bei Schillstraße (Braunschweig)
842. Hennebergstraße → Wilhelmine Henneberg bzw. Minna Henneberg[2] S. 130 f.[3] S. 104
843. Henri-Dunant-Straße → Henri Dunant
844. Henriette-Breymann-Straße → Henriette Breymann
845. Henschelstraße
846. Herbstkampweg
847. Herderstraße → Johann Gottfried Herder[4] S. 124 f.
848. Hermann-Blenk-Straße → Hermann Blenk
849. Hermann-Blumenau-Straße → Hermann Blumenau
850. Hermann-Dürre-Weg → Hermann Dürre[3] S. 62
851. Hermann-Löns-Straße → Hermann Löns
852. Hermann-Rautmann-Straße → Hermann Rautmann[1] S. 109
853. Hermann-Riegel-Straße → Herman Riegel[4] S. 126 f.
854. Hermann-Schlichting-Straße (seit 22. Februar 2011) → Hermann Schlichting[11]
855. Hermannstraße → Arminius[4] S. 128 f.
856. Hermann-von-Vechelde-Straße → Hermann von Vechelde
857. Herrendorftwete → Liste der Tweten in Braunschweig → [3] S. 104
858. Hertzstraße → Heinrich Rudolf Hertz
859. Herzbergstieg
860. Herzogin-Anna-Amalia-Platz (seit 18. Dezember 2007)
861. Herzogin-Elisabeth-Straße →  Elisabeth von Sachsen-Weimar-Eisenach[3] S. 105
862. Hesterkamp → Hester
863. Heydenstraße → [3] S. 105 → eigentlich Heinenstraße (Totenstraße)[2] S. 112
864. Hildebrandstraße
865. Hildesheimer Straße → [4] S. 130 f. → Hildesheim
866. Hillenort
867. Hilsstraße → Hils
868. Hinter Ägidien → [3] S. 105 → siehe auch Ägidienmarkt und Ägidienstraße
869. Hinter dem Berge
870. Hinter dem Turme
871. Hinter den Hainen
872. Hinter der Hecke
873. Hinter der Kirche
874. Hinter der Magnikirche →  St. Magni (Braunschweig) → [3] S. 106
875. Hinter der Masch → Marschland[2] S. 132 f.
876. Hinter Liebfrauen → Aegidienkirche (Braunschweig) → [3] S. 106
877. Hintern Brüdern → Brüdernkirche (Braunschweig) → [3] S. 106
878. Hirschbergstraße → Idzbark → siehe Ostróda
879. Hirsekamp
880. Hirtenweg
881. Hochstraße → (hoch zum) Giersberg (Braunschweig)[2] S. 134 f.
882. Hoepnerweg
883. Höfenstraße → Bauernhof, Gehöft, Gutshof, Hofstelle[2] S. 136 f.
884. Höhenblick
885. Hölderlinstraße → Friedrich Hölderlin
886. Hörstenblick
887. Höxterweg → Höxter
888. Hofackerweg
889. Hohbusch
890. Höhe (Braunschweig)
891. Hohe Wiese
892. Hohegeißstraße → Hohegeiß
893. Hohenlegden
894. Hohenstaufenstraße
895. Hohes Feld
896. Hohestieg → vermutlich Steig durch ein feuchtes Wiesengebiet[2] S. 138 f.
897. Hohetorwall
898. Hoheworth → Werder, Werth (Flussinsel), Wörth, Warft[2] S. 140 f.
899. Hohkamp
900. Holbeinstraße → Holbein
901. Holsteinweg → Franz von Holstein[4] S. 132 f.
902. Holstenweg
903. Holunderweg
904. Holwedestraße → Benno von Holwede[2] S. 142 f.
905. Holzfeld
906. Holzhof → Bau- und Brennholz-Magazin der Herzoglichen Bauverwaltung, Herzoglicher Holzhof[2] S. 144 f.
907. Holzkamp
908. Holzmindener Straße → Holzminden
909. Homburgstraße
910. Hondelager Straße → Hondelage
911. Hondelager Weg → Hondelage
912. Honrothstraße → Heinrich Wilhelm Honroth (* 1849)[2] S. 146 f.
913. Hopfenanger
914. Hopfengarten → Echter Hopfen[4] S. 134 f.
915. Hopfenkamp
916. Hordorfer Straße
917. Horstkamp
918. Howaldtstraße → Georg Ferdinand Howaldt[2] S. 148 f.
919. Hubertusweg
920. Hübenerweg
921. Hühnerkamp
922. Hüttenweg
923. Hugo-Luther-Straße → Hugo Luther[1] S. 90[4] S. 136 f.
924. Humboldtstraße → Alexander von Humboldt[2] S. 150 f.
925. Hungerkamp
926. Hunsrückweg → Hunsrück
927. Huntestraße → Hunte
928. Husarenstraße → Braunschweigisches Husaren-Regiment Nr. 17[2] S. 152 f.[3] S. 113
929. Hutfiltern → Hutmacher[3] S. 113 → siehe bei Kohlmarkt (Braunschweig)
930. Huttenstraße → Ulrich von Hutten[2] S. 154 f.
931. Illerstraße → Iller
932. Ilmenaustraße
933. Ilmweg → Ilm
934. Im Alten Dorfe
935. Im Bastholz
936. Im Brachfeld
937. Im Braumorgen
938. Im Bruch
939. Im Bruchgarten
940. Im Dinkelfeld
941. Im Dorfe
942. Im Dorfgarten
943. Im Einkornfeld
944. Im Emmerfeld
945. Im Fischerkamp
946. Im Ganderhals
947. Im Gettelhagen
948. Im Grashof
949. Im Großen Moore
950. Im Heerfeld
951. Im Heidekamp
952. Im Holzmoor
953. Im Holzwinkel
954. Im Kirchkamp
955. Im Krähenfeld
956. Im Lehmkamp
957. Im Mittelfeld
958. Im Moor
959. Im Rabe
960. Im Remenfeld → siehe auch Am Remenhof
961. Im Rübenkamp
962. Im Rundum
963. Im Schapenkamp → Schapen (Braunschweig)
964. Im Schlagkamp
965. Im Schühfeld
966. Im Seumel
967. Im Sieke
968. Im Sommerfeld
969. Im Steinkampe
970. Im Sydikum
971. Im Turmswinkel
972. Im Wasserkamp
973. Im Winkel
974. Im Wisshole
975. Im Ziegenförth
976. Im Zollfeld
977. Immengarten → Imme
978. In den Äckern
979. In den Balken
980. In den Dahlbergen
981. In den Grashöfen
982. In den Heistern
983. In den Höfen
984. In den Holzwiesen
985. In den Langen Äckern
986. In den Rosenäckern
987. In den Springäckern
988. In den Steinäckern
989. In den Triften → Trift (Weg zum Weideland oder das Weideland selbst?)
990. In den Waashainen
991. In den Wiesen
992. In der Flage
993. In der Husarenkaserne
994. Ina-Seidel-Straße → Ina Seidel
995. Industriestraße
996. Inhoffenstraße
997. Innsbrucker Straße → Innsbruck
998. Innstraße → Inn
999. Inselwall
1000. Inselweg
1001. Insterburgstraße
1002. Irisweg
1003. Isarstraße → Isar
1004. Isoldestraße
1005. Ithstraße → Ith
1006. Itzweg
1007. Jägersruh
1008. Jagdstieg
1009. Jagststraße → Jagst
1010. Jahnskamp
1011. Jahnstraße → Friedrich Ludwig Jahn[2] S. 156 f.[4] S. 138 f.
1012. Jakob-Hofmann-Weg → Jakob Hofmann
1013. Jakobstraße → [3] S. 115
1014. Jasminweg
1015. Jasperallee → Heinrich Jasper[2] S. 158 f.[3] S. 115 f.
1016. Jauerweg → Jawor
1017. Jenastieg → Jena
1018. Jodutenstraße → [3] S. 117
1019. Jöddenstraße → [3] S. 117
1020. Johannes-Beste-Weg → Johannes Beste (* Mai 1852 in Wolfenbüttel; † 1928)
1021. Johannes-Selenka-Platz → Johannes Selenka[4] S. 140 f.
1022. Johannesweg
1023. Johanniterstraße
1024. John-F.-Kennedy-Platz → John F. Kennedy[3] S. 118 → siehe bei Hagenmarkt
1025. Jordanweg → Robert Jordan (Lehrer) bzw. Robert Jordan (Journalist)[4] S. 142 f. → der andere Robert Jordan führte diesen Namen als Pseudonym
1026. Joseph-Fraunhofer-Straße → Joseph Fraunhofer
1027. Jüdelstraße → Max Jüdel[3] S. 119
1028. Julius-Elster-Straße → Julius Elster[1] S. 50
1029. Julius-Konegen-Straße → [4] S. 144 f. → Julius Konegen
1030. Julius-Leber-Straße → Julius Leber
1031. Juliusstraße → Julius (Braunschweig-Wolfenbüttel)[2] S. 160 f.
1032. Junkersstraße → Hugo Junkers
1033. Juteweg → [4] S. 146 f. → Jute
1034. Käferweg (seit 4. März 2008)
1035. Kälberwiese → [4] S. 148 f.
1036. Kärntenstraße → Kärnten
1037. Kaffeetwete → Liste der Tweten in Braunschweig
1038. Kaiserstraße (Braunschweig)
1039. Kalandstraße → Kaland[2] S. 162 f.[3] S. 121
1040. Kalenwall → nach Großen Bürgermeistern der Altstadt (Amtszeiten in Klammern): Hans Kale (1440–1451), Franciscus Kale (1536–1556), Jobst Kale (1560–1583), Gerlof Kale (1578–1597)[3] S. 122
1041. Kamp
1042. Kanalsiedlung
1043. Kannengießerstraße
1044. Kantstraße → Immanuel Kant
1045. Kapellenstraße → [4] S. 152 f. → siehe bei Schillstraße (Braunschweig)
1046. Karl-Hintze-Weg → Karl Hintze
1047. Karl-Marx-Straße → Karl Marx
1048. Karlsbader Straße → Karlsbad
1049. Karlsbrunner Straße
1050. Karl-Schmidt-Straße → Karl Schmidt (1797–1853)[4] S. 150 f.
1051. Karl-Schurz-Straße → Carl Schurz
1052. Karl-Sprengel-Straße → Carl Sprengel
1053. Karl-Steinacker-Straße → Karl Steinacker
1054. Karlstraße → Karl I. (Braunschweig-Wolfenbüttel)[2] S. 164 f.
1055. Karrenführerstraße → Kärrner (möglicherweise, nicht nachgewiesen)[3] S. 124
1056. Karrenkamp
1057. Kasernenstraße → Infanterie-Kaserne Am Fallersleber Tore des Herzoglich-Braunschweigischen Infanterie-Regiments Nr. 92 u. a. (Erweiterungsteil zur Kasernenstraße hin: Vendômekaserne), nach dem Ersten Weltkrieg als Waterlookaserne bezeichnet[2] S. 166 f.
1058. Kastanienallee → Kastanien, 1869 erste Erwähnung im Adressbuch[2] S. 168 f.
1059. Katharinenstraße → Katharinenkirchhof, früher Friedhofstwete[2] S. 170 f.
1060. Kattowitzer Straße → Kattowitz → Am 8. März 1961 Übernahme der Patenschaft über den Landkreis Kattowitz durch die Stadt Braunschweig durch Ratsbeschluss[12]
1061. Kattreppeln → [1] S. 77
1062. Katzbachweg → Kaczawa
1063. Kaulenbusch
1064. Kauzwinkel
1065. Kehrbeeke
1066. Kennelweg
1067. Keplerstraße → Johannes Kepler[2] S. 172 f.
1068. Kiebitzweg
1069. Kiefernweg
1070. Kieffeld
1071. Kieler Straße → Kiel
1072. Kinzigstraße
1073. Kirchbergstraße
1074. Kirchblick
1075. Kirchenbrink
1076. Kirchenwiese
1077. Kirchgang
1078. Kirchgasse
1079. Kirchplatz
1080. Kirchstraße
1081. Kirchweg
1082. Klagenfurter Straße → Klagenfurt am Wörthersee
1083. Klauenberg
1084. Kleebreite
1085. Kleegasse
1086. Kleiberweg
1087. Kleidersellerweg → Die ehrlichen Kleiderseller zu Braunschweig
1088. Kleine Burg → Burg Dankwarderode
1089. Kleine Campestraße → Joachim Heinrich Campe
1090. Kleine Döringstraße
1091. Kleine Grubestraße
1092. Kleine Kreuzstraße
1093. Kleine Leonhardstraße → siehe auch Leonhardplatz, Leonhardstraße und St.-Leonhards-Garten
1094. Kleine Masch
1095. Kleine Straße
1096. Kleine Wiese
1097. Kleiner Mooranger
1098. Kleiststraße
1099. Klempnerweg
1100. Klever Bleeke
1101. Klevergarten (seit 16. Februar 2010) → Kleegarten[13]
1102. Klingemannstraße → Ernst August Friedrich Klingemann
1103. Klint → Klint → siehe bei Hagenmarkt
1104. Klopstockstraße → Friedrich Gottlieb Klopstock
1105. Klostergang
1106. Klosterstraße → Kreuzkloster (Braunschweig)[2] S. 174 f.
1107. Klosterweg
1108. Knappstraße
1109. Koblenzer Straße → Koblenz
1110. Kocherstraße
1111. Köhlenbusch
1112. Königsberger Straße → Königsberg (Preußen)[4] S. 154 f.
1113. Königstieg → [2] S. 176 f.
1114. Köpenickweg
1115. Körnerstraße → Theodor Körner (Schriftsteller)[2] S. 178 f.
1116. Köslinstraße → Koszalin
1117. Köterei
1118. Kötherberg
1119. Kohliwiese
1120. Kohlmarkt (Braunschweig) → in der Kategorie Platz in Braunschweig, siehe auch bei Altstadtmarkt (Braunschweig)
1121. Kolbergstraße
1122. Koldeweystraße
1123. Kollwitzstraße → Käthe Kollwitz
1124. Konrad-Adenauer-Straße → Konrad Adenauer[2] S. 180 f.
1125. Konradstraße
1126. Konstantin-Uhde-Straße → Constantin Uhde[2] S. 182 f.[3] S. 232
1127. Kopernikusstraße → Nikolaus Kopernikus
1128. Koppestraße
1129. Korfesstraße → Georg Ludwig Korfes[4] S. 156 f.
1130. Kosselstraße
1131. Krähenfeld
1132. Krähenwinkel
1133. Kralenriede → Kralenriede
1134. Kramerstraße → Arnold Kramer[2] S. 184 f.
1135. Kranichplatz
1136. Krefeldstraße → Krefeld
1137. Kremsweg
1138. Kreuzbergstraße
1139. Kreuzkampstraße → [4] S. 158 f.
1140. Kreuzstraße → Kreuzkloster (Braunschweig)[2] S. 186 f.[4] S. 160 f.
1141. Kreuztor
1142. Kreyenkamp
1143. Kriemhildstraße → Kriemhild (Sage)
1144. Krögerstraße
1145. Kröppelstraße
1146. Krokusweg
1147. Kroschkestraße (seit 17. Juli 2007)
1148. Kruckweg
1149. Krühgarten (seit 23. Juni 2009)
1150. Krugplatz
1151. Krukenbergstraße
1152. Kruppstraße
1153. Kruseweg
1154. Kuckucksweg
1155. Küchenstraße
1156. Küstrinstraße → Küstrin
1157. Kuhstraße
1158. Kupfertwete → Liste der Tweten in Braunschweig
1159. Kurt-Schumacher-Straße → Kurt Schumacher[2] S. 188 f.
1160. Kurt-Seeleke-Platz (seit 20. Mai 2009) → Kurt Seeleke
1161. Kurze Straße → [4] S. 162 f.
1162. Kurzekampstraße
1163. Kurzer Weg
1164. Kutheweg
1165. Kuxbergstieg
1166. Lachmannstraße → Karl Lachmann[2] S. 190 f.
1167. Lägenkamp
1168. Laffertstraße → Ratsfamilie Laffert[2] S. 192 f.
1169. Lagesbüttelstraße → Lagesbüttel
1170. Lagkamp
1171. Lahholz
1172. Lahnstraße
1173. Lammer Busch (seit 27. Februar 2007)
1174. Lammer Heide → Lamme
1175. Lampestraße → Heinrich Lampe[2] S. 194 f.
1176. Landaustraße
1177. Landeshuter Weg
1178. Landsberger Straße
1179. Landwehrstraße
1180. Lange Straße (Braunschweig) → siehe bei Neustadt (Braunschweig)
1181. Langedammstraße
1182. Langer Hof
1183. Langer Kamp → [4] S. 164 f.
1184. Langsdorfweg
1185. Lappwaldstraße → Lappwald
1186. Lappwaldweg → Lappwald
1187. Lassallestraße → Ferdinand Lassalle
1188. Laubanstraße → Lubań
1189. Laubenhof
1190. Lauestraße
1191. Lautenthalstraße → Lautenthal
1192. Lavendelweg
1193. Lebacher Straße
1194. Lechstraße → Lech
1195. Lehmweg
1196. Leibnizplatz → Gottfried Wilhelm Leibniz[4] S. 166 f.
1197. Leiferder Weg
1198. Leiferdestraße
1199. Leihhausgang
1200. Leimenweg
1201. Leinestraße → Leine (Aller)
1202. Leinstiege
1203. Leipziger Straße → Leipzig
1204. Leisewitzstraße → Johann Anton Leisewitz[2] S. 196 f.
1205. Lenaustraße → Nikolaus Lenau[4] S. 168 f.
1206. Lenneweg
1207. Leonhardplatz → siehe bei Schillstraße (Braunschweig) → siehe auch Leonhardstraße, Kleine Leonhardstraße und St.-Leonhards-Garten
1208. Leonhardstraße → St. Leonhard (Braunschweig)[2] S. 198 f. → siehe auch Leonhardplatz, Kleine Leonhardstraße und St.-Leonhards-Garten
1209. Leopoldstraße
1210. Lerchenfeld → [4] S. 170 f.
1211. Lerchengasse
1212. Lerchenweg
1213. Lessingplatz (Braunschweig)
1214. Lessingstraße → Gotthold Ephraim Lessing
1215. Lesumweg → Lesum
1216. Letterhausstraße
1217. Leuschnerstraße
1218. Lichtenberger Straße
1219. Liebermannstraße → Max Liebermann
1220. Liebigstraße
1221. Liebknechtstraße → Liebknecht
1222. Liegnitzstraße
1223. Ligusterweg
1224. Lilienthalplatz → Otto Lilienthal
1225. Lilienweg
1226. Limbeker Straße → Lämmchenriede[1] S. 85
1227. Lincolnstraße → Lincoln (Familienname)
1228. Lindenallee
1229. Lindenberg
1230. Lindenbergallee
1231. Lindenbergplatz
1232. Lindenbergstraße
1233. Lindengasse
1234. Lindenstraße
1235. Lindentor
1236. Lindentwete → Liste der Tweten in Braunschweig
1237. Lindenweg
1238. Linnéstraße → Carl von Linné[2] S. 200 f.
1239. Lippestraße
1240. Litolffweg → Henry Litolff
1241. Lohengrinstraße → Lohengrin
1242. Löhrstraße → Rudolf Löhr
1243. Lönsweg → Hermann Löns
1244. Lortzingstraße → Albert Lortzing[4] S. 172 f.
1245. Lötzenweg → Giżycko
1246. Löwenbergstraße
1247. Löwenwall
1248. Luchtenmakerweg
1249. Lübeckstraße → Lübeck
1250. Lübenstraße → Lubin
1251. Lüddeweg
1252. Lüderitzstraße
1253. Lüdersstraße
1254. Ludolfstraße
1255. Ludwig-Beck-Straße
1256. Ludwigstraße → Carl Friedrich Wilhelm Ludwig (ungewiss, ob tatsächlich der Namensgeber)[4] S. 174 f.
1257. Ludwig-Winter-Straße → Ludwig Winter (Architekt) → siehe bei Broitzem
1258. Lüneburgstraße → Lüneburg
1259. Lütje Twetje
1260. Lützowstraße → Ludwig Adolf Wilhelm von Lützow[4] S. 176 f.
1261. Luftstraße
1262. Luisenstraße → Luise Löbbecke[2] S. 202 f.[1] S. 89
1263. Lupinenweg
1264. Lyckstraße
1265. Madamenweg →  Madame Rudolfine (eigentl. Rosine Elisabeth Menthe), zweite bürgerliche Gemahlin des Herzogs Rudolf August (Braunschweig-Wolfenbüttel)[2] S. 204 f.
1266. Mähenkamp
1267. Magdeburgstraße → Magdeburg → siehe Braunschweig#Städtepartnerschaften und -freundschaften
1268. Magnikirchstraße →  St. Magni (Braunschweig)
1269. Magnitorwall
1270. Magnolienweg
1271. Maibaumstraße → [4] S. 178 f. → möglicherweise nach dem Maibaum, aber wahrscheinlicher nach Besitz der Familie Meybome (sagt die Quelle)
1272. Maienstraße → [4] S. 180 f. → Maibaum (sagt die Quelle) oder Maien (Zweig)
1273. Mainweg
1274. Maiskamp
1275. Malertwete → Liste der Tweten in Braunschweig
1276. Malerweg
1277. Malstatter Straße
1278. Mandelnstraße
1279. Mannheimstraße → Mannheim
1280. Marenholtzstraße → Gebhard von Marenholtz (* 1590 oder 1591; † 26. Januar 1646 in Braunschweig)[2] S. 206 f.
1281. Margaretenhöhe
1282. Margeritenweg
1283. Marienberger Straße
1284. Marienstraße → Maria Elisabeth Wilhelmine von Baden (Geburts- und Sterbedatum laut Quelle – abweichend vom Artikel: * 7. August 1782; † 20. April 1808)[4] S. 182 f.
1285. Marktstraße
1286. Mark-Twain-Straße → Mark Twain
1287. Marstall
1288. Martha-Fuchs-Straße → Martha Fuchs
1289. Marthastraße → [2] S. 208 f.
1290. Mascheroder Weg
1291. Maschplatz → [2] S. 210 f. → Marschland
1292. Maschstraße → [2] S. 212 f. → Marschland
1293. Maschweg → Marschland
1294. Mastbruch
1295. Masurenstraße → Masuren[4] S. 184 f.
1296. Masurenweg → Masuren
1297. Mauernstraße → siehe bei Bruchstraße (Braunschweig) und Hagenmarkt
1298. Maulbeerweg → Maulbeeren
1299. Maurerweg
1300. Max-Beckmann-Platz → Max Beckmann
1301. Max-Born-Straße → Max Born
1302. Max-Osterloh-Platz → Max Osterloh
1303. Max-Planck-Straße → Max Planck
1304. Maybachstraße
1305. Mehlholz
1306. Meinestraße → Meine
1307. Meinhardshof
1308. Meißenstraße → Meißen
1309. Meitnerweg
1310. Melanchthonstraße → Philipp Melanchthon[4] S. 186 f.
1311. Memeler Straße
1312. Mendelssohnstraße
1313. Mentestraße → [4] S. 188 f. → siehe bei Schillstraße (Braunschweig)
1314. Menzelstraße → Adolph Menzel
1315. Mergesstraße → August Merges
1316. Merziger Straße → Merzig
1317. Messeweg
1318. Methfesselstraße → Albert Methfessel
1319. Mettlacher Straße → Mettlach
1320. Michelfelderplatz
1321. Mierendorffweg
1322. Milanstraße
1323. Militschstraße → Milicz
1324. Milo-von-Bismarck-Platz
1325. Mitgaustraße → Louis Mitgau
1326. Mittelriede
1327. Mittelweg → [4] S. 192 f.
1328. Möhlkamp
1329. Möhnestraße → Möhne
1330. Möncheweg
1331. Mönchstraße
1332. Mörikestraße → Mörike
1333. Möwenweg
1334. Molenberger Straße → [2] S. 214 f.
1335. Moltkestraße → Helmuth Karl Bernhard von Moltke[2] S. 216 f.
1336. Moorhüttenweg
1337. Moorkamp
1338. Moosanger
1339. Morgensternweg
1340. Moselstraße → Mosel
1341. Mozartstraße → Wolfgang Amadeus Mozart[4] S. 194 f.
1342. Mühlenfeld
1343. Mühlenpfordtstraße → Carl Mühlenpfordt[2] S. 218 f.
1344. Mühlenring
1345. Mühlenstieg
1346. Mühlenstraße
1347. Mühlentrift → Trift (Weg zum Weideland oder das Weideland selbst?)
1348. Mühlenweg
1349. Münchenstraße → München
1350. Münstedter Straße → [2] S. 220 f.
1351. Münzberg
1352. Münzstraße
1353. Muldeweg → Mulde (Fluss)
1354. Mummetwete → Braunschweiger Mumme → Liste der Tweten in Braunschweig
1355. Museumstraße → Herzog Anton Ulrich-Museum
1356. Mutterkamp (seit 14. Dezember 2010) → Historischer Flurname[14]
1357. Myrtenweg
1358. Naabstraße → Naab
1359. Nachtweide
1360. Nahestraße → Nahe
1361. Narzissenweg
1362. Natalisweg (seit 18. Dezember 2007) → Friedrich Natalis
1363. Naumburgstraße → Naumburg (Saale)
1364. Neckarstraße → Neckar
1365. Neddernkamp
1366. Nehrkornweg → [1] S. 98
1367. Neidenburgweg → Nidzica
1368. Neißeweg → Lausitzer Neiße (noch zu verifizieren, kann auch eine andere Neiße sein)
1369. Nelkenweg
1370. Nellie-Friedrichs-Straße → Nellie Friedrichs
1371. Nernstweg
1372. Nesselweg
1373. Nettlingskamp
1374. Netzeweg → Netze
1375. Neudammstraße
1376. Neue Güldenklinke
1377. Neue Klosterwiese (seit 15. April 2008)
1378. Neue Knochenhauerstraße → Knochenhauer[3] S. 130, 165
1379. Neue Straße
1380. Neuer Kamp
1381. Neuer Weg (Braunschweig)
1382. Neuer Winkel
1383. Neuhofstraße
1384. Neuköllnstraße → Berlin-Neukölln
1385. Neumarktstraße
1386. Neunkirchener Straße
1387. Neuruppinstraße → Neuruppin
1388. Neusalzstraße → Nowa Sól
1389. Neustadtring → Neustadt (Braunschweig)[2] S. 222 f.
1390. Nibelungenplatz → Der Ring des Nibelungen → Nibelungenlied → Nibelungensage → Nibelungen (Volk)
1391. Nibelungenstraße → Der Ring des Nibelungen → Nibelungenlied → Nibelungensage → Nibelungen (Volk)
1392. Niddastraße → Nidda?
1393. Niddenweg → Nida (Litauen)
1394. Niedstraße
1395. Nietzschestraße → Friedrich Nietzsche
1396. Nîmes-Straße → Nîmes → siehe Braunschweig#Städtepartnerschaften und -freundschaften
1397. Noetherstraße (seit 16. Februar 2010) → Emmy Noether[8]
1398. Nordendorfsweg
1399. Nordhoffstraße → Heinrich Nordhoff
1400. Nordstraße → [4] S. 196 f.
1401. Nußbergstraße → Nußberg (Braunschweig)[4] S. 198 f.
1402. Obere Dorfstraße
1403. Obergstraße → Hilmar Ludwig Wilhelm Ernst Graf von Oberg (* 1776; † 1861)[2] S. 224 f.
1404. Oberhausenstraße → Oberhausen
1405. Oberholz (seit 23. Juni 2009)
1406. Oberkamp
1407. Odastraße → Oda (Vorname), Gemahlin des Ekbert II. (Meißen)[2] S. 226 f.
1408. Oderblick → Oder
1409. Oderwaldblick → Oderwald
1410. Oderweg → Oder
1411. Ölper Mühle → Ölper
1412. Ölschlägern
1413. Oelsstraße → Oleśnica
1414. Oeselweg
1415. Ohefeld
1416. Ohlaustraße → Oława
1417. Ohlenhofstraße
1418. Ohmstraße → Georg Simon Ohm
1419. Okeraue → Oker
1420. Okerblick (seit 18. Juli 2006) → Oker
1421. Okerstraße → Oker
1422. Olbrichtstraße
1423. Oldenburgstraße → Oldenburg
1424. Olfermannplatz → Johann Elias Olfermann
1425. Olfermannstraße → Johann Elias Olfermann[4] S. 200 f.
1426. Opferkamp
1427. Opfertwete → Liste der Tweten in Braunschweig
1428. Oppelnstraße → Oppeln
1429. Orlastraße
1430. Ortelsburgweg → Szczytno
1431. Ortwinstraße
1432. Oscar-Fehr-Weg → Oscar Fehr
1433. Osnabrückstraße → Osnabrück
1434. Osterbeek
1435. Osterbergstraße
1436. Osterholzweg
1437. Ostlandstraße
1438. Ostpreußendamm → Ostpreußen
1439. Oststraße
1440. Ostwaldstraße
1441. Ostweg
1442. Oswald-Berkhan-Straße → Oswald Berkhan[4] S. 202 f.[3] S. 32
1443. Ottenroder Straße → Ottenrode
1444. Otternweg
1445. Ottmerstraße → Carl Theodor Ottmer[2] S. 228 f. → siehe bei Schillstraße (Braunschweig)
1446. Otto-Bögeholz-Straße → Otto Bögeholz[15]
1447. Otto-Finsch-Straße → Otto Finsch[3] S. 72
1448. Otto-Hahn-Straße → Otto Hahn
1449. Otto-Müller-Straße
1450. Otto-Schott-Straße → Otto Schott
1451. Ottostraße
1452. Otto-von-Guericke-Straße → Otto von Guericke[2] S. 230 f.
1453. Ottweilerstraße
1454. Packhofpassage → [3] S. 177 (Liste der Passagen in Braunschweig)
1455. Palmnickenweg → Jantarny
1456. Pankowweg → Berlin-Pankow
1457. Papengey
1458. Papenkamp
1459. Papenstieg → Pfaffe[3] S. 176
1460. Papenweiden
1461. Pappelallee
1462. Pappelberg
1463. Pappelweg
1464. Paracelsusstraße → Paracelsus
1465. Parkkamp
1466. Parkstraße → Herzoglicher Küchengarten/Museumpark (Braunschweig)[2] S. 232 f.
1467. Parkweg
1468. Parnitzweg → Parnica
1469. Parzivalstraße → Parzival
1470. Passage
1471. Pastor-Finck-Weg
1472. Paul-Jonas-Meier-Straße → Paul Jonas Meier
1473. Paul-Keller-Straße → Paul Keller
1474. Pawelstraße
1475. Paxmannstraße → Heinrich Paxmann
1476. Peenestraße → Peene
1477. Peiner Straße → Peine
1478. Pepperstieg
1479. Pestalozzistraße → Johann Heinrich Pestalozzi[2] S. 234 f.
1480. Peter-Joseph-Krahe-Straße → Peter Joseph Krahe[2] S. 236 f.
1481. Petersilienstraße → Petersilie
1482. Peterskamp
1483. Petristraße → Petritor (Braunschweig)[2] S. 238 f.
1484. Petritorwall
1485. Petzvalstraße → Josef Maximilian Petzval[3] S. 237
1486. Pfälzerstraße → Pfalz (Region)
1487. Pfarrgasse
1488. Pfarrkamp
1489. Pfarrwiese
1490. Pfingststraße → [4] S. 204 f. → Pfingsten
1491. Pfleidererstraße
1492. Pillaustraße → Baltijsk
1493. Pillmannstraße
1494. Pippelweg → [4] S. 206 f. → Pappeln
1495. Pirolweg
1496. Platz am Ritterbrunnen (seit 18. Juli 2006) → siehe auch Ritterbrunnen
1497. Platz der Deutschen Einheit
1498. Pockelsstraße → Wilhelm Pockels[2] S. 240 f.
1499. Pöttgerbrink
1500. Pommernweg → Pommern
1501. Porschestraße
1502. Posener Straße → Posen
1503. Poststraße (Braunschweig) → siehe bei Kohlmarkt (Braunschweig)
1504. Pothof
1505. Potsdamstraße → Potsdam
1506. Pregelstraße → Pregel
1507. Prenzlaustraße → Prenzlau
1508. Prinzenweg
1509. Püttlinger Straße → Püttlingen
1510. Pulvergartenweg → [4] S. 208 f. → Schießpulver
1511. Querumer Straße → Querum
1512. Querumer Weg → Querum
1513. Raabestraße
1514. Rabenring
1515. Rabenrodestraße
1516. Radeklint → Klint → siehe bei Hagenmarkt
1517. Raffkamp (seit 27. Februar 2007)
1518. Raffturm
1519. Raiffeisenstraße
1520. Rankestraße → Leopold von Ranke[4] S. 210 f.
1521. Rastenburgweg → Kętrzyn
1522. Rathenaustraße
1523. Rathenowstraße
1524. Rathsholz
1525. Ratiborstraße → Racibórz
1526. Ratsbleiche → Ratsbleiche[2] S. 242 f.
1527. Rauschenweg → Swetlogorsk
1528. Rautheimer Straße → Rautheim
1529. Rautheimhöhe → Rautheim
1530. Ravensburgstraße → Ravensburg
1531. Rebenring → Rebenstraße[2] S. 244 f.
1532. Rebhuhnweg
1533. Recknitzstraße → Recknitz
1534. Regaweg
1535. Reichenbergstraße → Richenberge[2] S. 246 f.
1536. Reichsstraße (Braunschweig)
1537. Reichweinweg
1538. Reiherstraße → [4] S. 212 f. → Reiher
1539. Reindagerothweg
1540. Reinickendorfweg → Berlin-Reinickendorf
1541. Reisweg
1542. Reitlingstraße → Reitlingstal
1543. Rennelbergstraße → Mons cursorum/Berg der Rennen und Läufe[2] S. 248 f.
1544. Rennenkamp
1545. Rentensiedlung
1546. Retemeyerstraße → Hugo Retemeyer
1547. Reuchlinstraße
1548. Reuterstraße
1549. Rheinaustraße
1550. Rheingoldstraße → Das Rheingold
1551. Rheinring → Rhein
1552. Rhönweg → Rhön
1553. Rhumeweg → Rhume
1554. Ricarda-Huch-Straße → Ricarda Huch →[3] S. 111
1555. Richard-Strauß-Weg → Richard Strauss[4] S. 214 f.
1556. Richard-Wagner-Straße → Richard Wagner[4] S. 216 f.
1557. Richmondweg
1558. Richterstraße → Ludwig Richter[4] S. 218 f.
1559. Riddagshäuser Weg
1560. Riedestraße → Lämmchenriede[1] S. 85 → Lämmchenteich[2] S. 250 f.
1561. Riekenkamp
1562. Riekestraße
1563. Riesebergstraße → Rieseberg (Königslutter)
1564. Rietschelstraße → Ernst Rietschel[4] S. 220 f. → siehe bei Schillstraße (Braunschweig)
1565. Rigaweg → Riga
1566. Rilkestraße → Rainer Maria Rilke
1567. Rimpaus Garten
1568. Ringelhorst
1569. Ringelnatzstraße → Joachim Ringelnatz
1570. Rischauer Moor (seit 23. Juni 2009)
1571. Rischaustraße
1572. Rischbleek
1573. Rischkampweg
1574. Ritterbrunnen → siehe auch Platz am Ritterbrunnen
1575. Ritterstraße (Braunschweig)
1576. Robert-Bosch-Straße → Robert Bosch
1577. Robert-Koch-Straße → Robert Koch[4] S. 222 f.
1578. Rodedamm
1579. Rodelandweg
1580. Roggenkamp
1581. Rohrbachweg
1582. Röhrfeld
1583. Römerstraße
1584. Röntgenstraße → Wilhelm Conrad Röntgen
1585. Rösekenwinkel (seit 19. Dezember 2006)
1586. Rohrkamp
1587. Rohrweihenweg
1588. Rohrwiesensteg
1589. Rolandstraße
1590. Romintenstraße → Krasnolessje
1591. Roonstraße → Albrecht von Roon[4] S. 224 f.
1592. Rosalie-Sauerma-Weg → Rosalie Sauerma
1593. Roseliesstraße (seit 16. Februar 2010)
1594. Rosenhagen
1595. Rosenkamp
1596. Rosenstraße → [4] S. 226 f.
1597. Rosental → [2] S. 252 f.
1598. Rosenweg
1599. Rosenwinkel
1600. Rosina-de-Gasc-Weg → Rosina de Gasc
1601. Rosmarinweg
1602. Rossittenstraße → Rybatschi
1603. Rostockstraße → Rostock
1604. Rotdornweg
1605. Rote Wiese
1606. Rothemühleweg
1607. Rottebachweg
1608. Rudolfplatz → Rudolf Henneberg[3] S. 104[2] S. 254 f.
1609. Rudolf-Steiner-Straße → Rudolf Steiner
1610. Rudolfstraße → Rudolf Henneberg[3] S. 104[2] S. 256 f.
1611. Rudolf-Wilke-Straße → Rudolf Wilke[4] S. 228 f.
1612. Rückertstraße
1613. Rüdigerstraße
1614. Rühmer Weg → Rühme
1615. Rüningenstraße → Rüningen
1616. Rüninger Weg → Rüningen
1617. Rüsterweg
1618. Ruhfäutchenplatz → [3] S. 198
1619. Ruhrstraße → Ruhr
1620. Rundehoff (seit 27. Februar 2007)
1621. Saalestraße → Saale
1622. Saarbrückener Straße → Saarbrücken
1623. Saarlouisstraße → Saarlouis
1624. Saarplatz → Saar
1625. Saarstraße → Saar
1626. Sachsendamm
1627. Sack (Straße) → s. a. Sack (Braunschweig) (Weichbild)
1628. Sackring → Sack (Braunschweig)[2] S. 258 f.
1629. Sackweg → [4] S. 230 f. → Sackgasse
1630. Saganstraße
1631. Salgenholzkamp
1632. Salgenholzweg
1633. Salzburger Straße → Salzburg
1634. Salzdahlumer Straße → Salzdahlum
1635. Salzdahlumer Weg → Salzdahlum
1636. Salzwedelhey → Salzwedel
1637. Samlandstraße → Samland
1638. Sandanger
1639. Sandbach
1640. Sanddornweg
1641. Sandgrubenweg
1642. Sandhofenstraße
1643. Sandkamp
1644. Sandwüstenweg
1645. Sattlerweg
1646. Sauerbruchstraße → Ferdinand Sauerbruch
1647. Schafbade
1648. Schäferberg
1649. Schaftrift → Trift (Weg zum Weideland oder das Weideland selbst?)
1650. Schafwiese
1651. Schapenbruch → Schapen (Braunschweig)
1652. Schapenholz → Schapen
1653. Schapenstraße → Schapen (Braunschweig)
1654. Scharenbusch
1655. Scharenkamp
1656. Scharnhorststraße → Gerhard von Scharnhorst[4] S. 232 f.
1657. Scharrnstraße → Fleischscharrn[3] S. 200
1658. Schaumburgstraße
1659. Schefflerstraße → Hermann Scheffler (Physiker)[1] S. 115
1660. Schenkendamm
1661. Schiebeweg
1662. Schiffweilerstraße
1663. Schild (Braunschweig) → [3] S. 202
1664. Schillerstraße → Friedrich Schiller
1665. Schillstraße (Braunschweig) → Ferdinand von Schill[4] S. 234 f.[3] S. 202
1666. Schlagkamp
1667. Schlegelstraße → August Wilhelm Schlegel[4] S. 236 f.
1668. Schlehdornweg
1669. Schlehenhang
1670. Schleinitzstraße → Wilhelm von Schleinitz[2] S. 260 f.
1671. Schleistraße → Schlei
1672. Schlesiendamm → Schlesien
1673. Schlesierweg → Schlesien
1674. Schlosserweg
1675. Schloßpassage → Braunschweiger Schloss → [3] S. 177 (Liste der Passagen in Braunschweig)
1676. Schlossplatz (seit 18. Juli 2006) → Braunschweiger Schloss
1677. Schloßstraße (Braunschweig) → Braunschweiger Schloss
1678. Schmalbachstraße → Johann Andreas Schmalbauch (1851–1904)/Schmalbach-Lubeca[3] S. 204 f.
1679. Schmiedeweg
1680. Schmitzstraße (seit 14. Dezember 2010) → Otto Schmitz[16]
1681. Schnedeweg
1682. Schölkestraße → Schölke[4] S. 238 f. → s. bei Fuhse
1683. Schönebergstraße
1684. Schöppenstedter Straße → Schöppenstedt → siehe bei Hagenmarkt
1685. Schöttlerstraße → Friedrich Wilhelm Schöttler[1] S. 117[2] S. 262 f.
1686. Schollweg → Geschwister Scholl
1687. Schopenhauerstraße
1688. Schradersweg
1689. Schreberweg → Daniel Gottlob Moritz Schreber
1690. Schreiberhaustraße → Szklarska Poręba
1691. Schreiberkamp
1692. Schreinerweg
1693. Schrotweg
1694. Schubertstraße → Franz Schubert[3] S. 207
1695. Schülerweg
1696. Schürmannweg → Georg Caspar Schürmann[4] S. 242 f.
1697. Schüßlerstraße → Wilhelm Heinrich Schüßler[4] S. 244 f.
1698. Schützenstraße → [3] S. 208 → siehe bei Kohlmarkt (Braunschweig)
1699. Schuhstraße → [3] S. 208 → siehe bei Kohlmarkt (Braunschweig) und Sack (Braunschweig) als Weichbild
1700. Schulberg
1701. Schulgasse
1702. Schulring
1703. Schulstraße
1704. Schulweg
1705. Schunterblick → Schunter
1706. Schunterstraße → Schunter[4] S. 240 f.
1707. Schuntertal (seit 8. Juli 2008) → Schunter
1708. Schwabenstraße
1709. Schwalbenweg → [4] S. 246 f. → Schwalben
1710. Schwartzkopffstraße
1711. Schwarzastraße
1712. Schwarze Straße
1713. Schwarzer Weg
1714. Schwedenkanzel
1715. Schwedtstraße
1716. Schweidnitzstraße → Świdnica
1717. Schwerinstraße → Schwerin
1718. Schwetzingenstraße → Schwetzingen
1719. Seesener Straße → Seesen
1720. Segringenweg → Dinkelsbühl#Eingemeindungen
1721. Seikenkamp
1722. Seilerweg
1723. Selkeweg → Selke
1724. Senefelderstraße
1725. Sensburgweg
1726. Sidonienstraße → Sidonie[2] S. 264 f.
1727. Sieberstraße
1728. Siechenholzweg
1729. Siedlerkamp
1730. Siedlerstraße
1731. Siedlerweg
1732. Siedlung
1733. Siegfriedstraße → Siegfried (Oper) → Siegfried der Drachentöter
1734. Sieglindstraße
1735. Siegmundstraße
1736. Siegstraße
1737. Siekbruch
1738. Siekgraben
1739. Sielkamp
1740. Siemensstraße
1741. Siemsstraße
1742. Silingenweg
1743. Simonstraße
1744. Singerstraße
1745. Sollingstraße → Solling
1746. Sommerlust → [4] S. 248 f.
1747. Sonnenstraße → [3] S. 213
1748. Sophienstraße → [2] S. 266 f.
1749. Soraustraße
1750. Sorpeweg
1751. Sösestraße
1752. Spandaustraße → Berlin-Spandau
1753. Spannweg
1754. Spargelstraße → Gemüsespargel[4] S. 250 f.
1755. Spatzenstieg → Haussperling[4] S. 252 f.
1756. Spechtweg
1757. Spelzkamp
1758. Sperberweg
1759. Sperlingsgasse
1760. Speyerstraße → Speyer
1761. Spielmannstraße → Spielmann (Musiker)[2] S. 268 f.
1762. Spinnerstraße → [4] S. 254 f.
1763. Spitzwegstraße → Carl Spitzweg[4] S. 256 f.
1764. Spohrplatz → Louis Spohr
1765. Spreeweg → Spree
1766. Springkamp
1767. Sprottaustraße → Szprotawa
1768. St.-Ingbert-Straße
1769. St.-Leonhards-Garten (seit 9. Dezember 2008) → St. Leonhard (Braunschweig) → Leonhard von Limoges[17] → siehe auch Leonhardplatz, Leonhardstraße und Kleine Leonhardstraße
1770. St.-Nicolaiplatz (seit 18. Dezember 2007)
1771. St.-Wendel-Straße
1772. Stadeweg → Stade
1773. Stadtblick
1774. Stadtstieg
1775. Stadtweg
1776. Starenweg
1777. Stargardstraße
1778. Staudingerstraße
1779. Stauffenbergstraße
1780. Stecherstraße → [3] S. 219
1781. Steglitzstraße
1782. Stegmannstraße
1783. Steiermarkstraße → Steiermark
1784. Steige → [2] S. 26 f.
1785. Steigertahlstraße → Albert Steigerthal[1] S. 126
1786. Steinaustraße → Ścinawa
1787. Steinberganger
1788. Steinbergstraße
1789. Steinbrecherstraße → Gustav Steinbrecher[2] S. 270 f.
1790. Steinbrink
1791. Steinecke
1792. Steinhorstwiese
1793. Steinkamp
1794. Steinriedendamm
1795. Steinsetzerweg
1796. Steinstraße → [3] S. 220
1797. Steintorwall
1798. Steinweg (Braunschweig) → [3] S. 220
1799. Steinwegpassage → [3] S. 177 (Liste der Passagen in Braunschweig)
1800. Stendalweg → Stendal
1801. Stephanstraße → Heinrich von Stephan[3] S. 221
1802. Stettinstraße → Stettin
1803. Steubenstraße → Friedrich Wilhelm von Steuben
1804. Steverweg
1805. Stiddienstraße → Stiddien
1806. Stiegforbet
1807. Stieglitzweg
1808. Stiegmorgen
1809. Stiller Winkel
1810. Stobenstraße → [3] S. 222
1811. Stobwasserstraße → Johann Heinrich Stobwasser[4] S. 258 f.[3] S. 222 → siehe Stobwasser (Manufaktur)
1812. Stöckheimer Markt → Stöckheim (Braunschweig)
1813. Stöckheimstraße → Stöckheim (Braunschweig)
1814. Störweg
1815. Stolpstraße
1816. Stolzestraße → Heinrich August Wilhelm Stolze[4] S. 260 f.
1817. Stormstraße
1818. Stralsundstraße → Stralsund
1819. Strehlitzweg
1820. Stresemannstraße → Gustav Stresemann
1821. Striegaustraße → Strzegom
1822. Strombeckstraße
1823. Sudermannstraße
1824. Sudetenstraße
1825. Südstraße → [3] S. 225
1826. Süntelstraße → Süntel
1827. Sulzbacher Straße
1828. Swinestraße
1829. Syltweg → Sylt
1830. Tafelbergstieg
1831. Tafelmakerweg → Barward Tafelmaker →[3] S. 226
1832. Tannenbergstraße → Stębark[4] S. 262 f.
1833. Tannenweg
1834. Tannhäuserstraße → Tannhäuser und der Sängerkrieg auf Wartburg → Tannhäuser (Dichter)
1835. Täubchenweg
1836. Taubenstraße → [4] S. 264 f.
1837. Tauberweg
1838. Teichblick
1839. Teichfeld
1840. Teichmüllerstraße → Gustav Teichmüller[4] S. 266 f.[1] S. 128
1841. Teichstraße
1842. Tempelhofstraße → Berlin-Tempelhof
1843. Tetzelsteinweg → Tetzelstein → Johann Tetzel
1844. Teufelsspring
1845. Theaterwall → Staatstheater Braunschweig
1846. Thedinghausenstraße → Thedinghausen
1847. Theisenstraße → Matthias Theisen →[3] S. 228
1848. Theodor-Francke-Weg → Theodor Francke
1849. Theodor-Heuss-Straße → Theodor Heuss[2] S. 272 f. → siehe bei Bürgerpark (Braunschweig)
1850. Thiedebacher Weg
1851. Thiedestraße → Salzgitter-Thiede
1852. Thielemannstraße → Otto Thielemann[3] S. 229
1853. Thomaestraße → Thomaestift[2] S. 274 f.
1854. Thomasholz
1855. Thüringenplatz → Thüringen
1856. Thunstraße
1857. Tiefe Straße
1858. Tiefe Wiese
1859. Tiergarten
1860. Tilla-von-Praun-Straße → Tilla von Praun
1861. Tilsitstraße → Sowetsk (Kaliningrad)[4] S. 268 f.
1862. Timmerlahstraße → Timmerlah
1863. Tischlerweg
1864. Torfhausweg → Torfhaus
1865. Torfkamp
1866. Tostmannplatz
1867. Trachenbergstraße → Żmigród
1868. Tränkeweg
1869. Trakehnenstraße → Jasnaja Poljana (Kaliningrad)
1870. Trappvorlingen
1871. Traunstraße
1872. Trautenaustraße
1873. Travestraße → Trave
1874. Trebnitzstraße → Trzebnica
1875. Treptowweg
1876. Treuburgweg → Olecko
1877. Trierstraße → Trier
1878. Triftstraße → Trift (Weg zum Weideland oder das Weideland selbst?)
1879. Triftweg → Trift (Weideland)[4] S. 270 f. → s. a. Trift (Weg zum Weideland oder das Weideland selbst?)
1880. Trinitatisweg → Trinitatis
1881. Tristanstraße
1882. Troppaustraße → Opava
1883. Tuckermannstraße → Anna Tuckermann (geb. Hildebrand), Gemahlin des Abtes Peter Tuckermann[3] S. 231[2] S. 276 f.
1884. Tulpenweg
1885. Tunicastraße → Christian Tunica/Hermann Tunica[4] S. 272 f.[3] S. 231
1886. Turmfalkenweg → Turmfalke
1887. Turmstraße
1888. Turnierstraße → [3] S. 231
1889. Ützenkamp → [4] S. 276 f. → Echte Frösche (Gattung)
1890. Uferstraße
1891. Uhlandstraße → Ludwig Uhland[4] S. 274 f.
1892. Ulmenweg
1893. Unstrutstraße → Unstrut
1894. Unter den Linden
1895. Unter den Schieren Bäumen
1896. Unter der Heyde
1897. Unter der Steinkuhle
1898. Unterdorf
1899. Untere Dorfstraße
1900. Unterstraße
1901. Varrentrappstraße → Franz Varrentrapp[1] S. 133
1902. Vechteweg → Vechte
1903. Veilchenweg
1904. Veltenhöfer Straße → Veltenhof
1905. Viewegstraße → Friedrich Vieweg[2] S. 278 f.
1906. Viktoria-Luise-Straße → Viktoria Luise von Preußen
1907. Villierstraße → Thomas Villier (auch Filler, 1583–1665)[3] S. 236[2] S. 280 f.
1908. Virchowstraße → Rudolf Virchow[2] S. 282 f.
1909. Völklinger Straße → Völklingen
1910. Vogelsang → [4] S. 278 f. → Vögel
1911. Volkerstraße
1912. Volkmaroder Straße → Volkmarode
1913. Volkmarsweg
1914. Volmestraße → Volme
1915. Von-Veltheim-Weg (seit 28. Juni 2011) → Ludolf II. von Veltheim[18]
1916. Von-Wrangell-Straße (seit 16. Februar 2010) → Margarete von Wrangell[8]
1917. Vor dem Dorfe
1918. Vor dem Holze
1919. Vor dem Kreuze
1920. Vor dem Lindentore
1921. Vor dem Queenbruch
1922. Vor dem Rundum
1923. Vor den Balken
1924. Vor der Burg → siehe bei Sack (Braunschweig) als Weichbild
1925. Vor der Kirche
1926. Vordere Masch
1927. Vorgarten
1928. Vorlingskamp
1929. Vossenkamp
1930. Voßkuhle
1931. Vossweg
1932. Wabenkamp → Wabe (Schunter)
1933. Wabestraße → Wabe (Schunter)[4] S. 280 f.
1934. Wachholtzstraße → Friedrich Ludwig von Wachholtz[4] S. 282 f.[1] S. 133
1935. Wacholderweg
1936. Wachtelstieg → Wachtel (Art) (ungewiss)[4] S. 284 f.
1937. Waggumer Straße → Waggum
1938. Waggumer Weg → Waggum
1939. Waisenhausdamm → Waisenhaus#Geschichte[3] S. 240
1940. Waldblick
1941. Waldenburgstraße → Wałbrzych
1942. Waldkauzweg
1943. Waldrain
1944. Waldweg
1945. Walkürenring → Die Walküre
1946. Waller See (seit 30. September 2008)
1947. Waller Weg
1948. Wallstraße → siehe bei Bruchstraße (Braunschweig)
1949. Walter-Flex-Straße → Walter Flex
1950. Walter-Hans-Schultze-Straße → Walter Hans Schultze
1951. Walther-Bothe-Weg → Walther Bothe
1952. Waltherstraße
1953. Warburgweg
1954. Warndtstraße → Warndt
1955. Warnekamp → Warne
1956. Warnowstraße
1957. Wartheweg → Warthe
1958. Wasserweg
1959. Waterloostraße → Schlacht bei Waterloo[4] S. 286 f.
1960. Weberstraße (Braunschweig) → Weber[3] S. 242 → siehe bei Neustadt (Braunschweig)
1961. Weddeler Straße → Weddel
1962. Wedderkopsweg → nach einer Lehndorfer Familie Wedderkopp (sagt die Quelle)[4] S. 288 f. → s. aber auch Wedderkop (Adelsgeschlecht)
1963. Weddingweg
1964. Wehrstraße → Wehr (Wasserbau)[2] S. 284 f.
1965. Weichselweg → Weichsel
1966. Weidengrund
1967. Weidenweg
1968. Weimarstraße → Weimar
1969. Weinbergstraße → [4] S. 290 f. → Weinberg
1970. Weinbergweg → [4] S. 292 f. → Weinberg
1971. Weißdornweg → Weißdorne
1972. Weißenseeweg
1973. Weizenbleek
1974. Welfenplatz→ Welfen
1975. Wendebrück
1976. Wendener Heide (seit 30. September 2008)
1977. Wendener Weg
1978. Wendenmaschstraße → Wenden/Marschland[2] S. 286 f.
1979. Wendenmühle
1980. Wendenring → Wenden[2] S. 288 f.
1981. Wendenstraße (Braunschweig) → siehe bei Hagenmarkt
1982. Wendentorwall
1983. Wendhäuser Weg → Lehre (Niedersachsen)#Gemeindegliederung
1984. Werder (Braunschweig) → [3] S. 244 → Werder (Landschaft)
1985. Werkstättenweg → Herzoglich Braunschweigische Staatseisenbahn[2] S. 290 f.
1986. Werksteig
1987. Werrastraße → Werra
1988. Wesemeierstraße
1989. Weserstraße → Weser
1990. Westbahnhof → [4] S. 294 f. → Braunschweigische Landes-Eisenbahn-Gesellschaft
1991. Westerbergstraße
1992. Westfalenplatz → Westfalen
1993. Weststraße
1994. Wichernstraße
1995. Wieblingenweg → Heidelberg-Wieblingen
1996. Wiedebeinstraße → Gottlob Wiedebein[4] S. 296 f.
1997. Wiedweg
1998. Wielandstraße
1999. Wiendruwestraße
2000. Wiener Straße → Wien
2001. Wiesengrund
2002. Wiesenstraße → Weide (Grünland)/Hagenborn[2] S. 292 f.
2003. Wiesental
2004. Wiesenweg
2005. Wildemannstraße → Wildemann
2006. Wilhelm-Bode-Straße → Wilhelm Bode (Magistratsdirektor)[4] S. 298 f.
2007. Wilhelm-Börker-Straße → Wilhelm Börker
2008. Wilhelm-Bornstedt-Weg → Wilhelm Bornstedt
2009. Wilhelm-Busch-Straße → Wilhelm Busch
2010. Wilhelm-Hauff-Weg → Wilhelm Hauff
2011. Wilhelmine-Reichard-Weg → Wilhelmine Reichard
2012. Wilhelmitorufer
2013. Wilhelmitorwall → August Wilhelm (Braunschweig-Wolfenbüttel)[1] S. 18
2014. Wilhelm-Raabe-Straße → Wilhelm Raabe[4] S. 300 f.
2015. Wilhelm-Raabe-Weg → Wilhelm Raabe
2016. Wilhelmsgarten → Wilhelmsgarten
2017. Wilhelmshavener Straße → Wilhelmshaven
2018. Wilhelmshöhe
2019. Wilhelmstraße (Braunschweig)
2020. Willstätterstraße
2021. Wilmerdingstraße → Johann Heinrich Wilmerding[2] S. 294 f.
2022. Wilmersdorfweg
2023. Wilsedeweg
2024. Windausstraße
2025. Windberg
2026. Wipperstraße
2027. Wischenholz
2028. Wittekindstraße → Widukind (Sachsen)[4] S. 302 f.
2029. Wittelsbacherstraße
2030. Wittenbergstraße → Lutherstadt Wittenberg
2031. Witzlebenstraße
2032. Wodanstraße → Odin
2033. Wöhlerstraße
2034. Wöhrdenweg
2035. Wolfenbütteler Straße → Wolfenbüttel[2] S. 296 f. → siehe bei Bürgerpark (Braunschweig)
2036. Wolfshagenweg
2037. Wolfskamp
2038. Wolfstraße
2039. Wollmarkt → siehe bei Neustadt (Braunschweig)
2040. Wormsstraße → Worms
2041. Wümmeweg → Wümme
2042. Wuppertaler Straße → Wuppertal
2043. Wurmbergstraße → Wurmberg (Harz)
2044. Yorckstraße → Ludwig Yorck von Wartenburg[4] S. 304 f.
2045. Zedernweg
2046. Zehlendorfweg
2047. Zeisigweg
2048. Zeiskamweg → Zeiskam
2049. Zeppelinstraße → Ferdinand Graf von Zeppelin[2] S. 298 f.
2050. Ziegelkamp
2051. Ziegelmasch
2052. Ziegelofen
2053. Ziegelweg
2054. Ziegelwiese
2055. Ziegenmarkt → [3] S. 253 → siehe bei Kohlmarkt (Braunschweig)
2056. Ziethenstraße → Hans Joachim von Zieten[2] S. 300 f.
2057. Zimmermannweg
2058. Zimmerstraße → [2] S. 302 f.
2059. Zobtenstraße → Sobótka
2060. Zollkamp
2061. Zoppotstraße → Sopot
2062. Zorgestraße
2063. Zu den Sundern
2064. Zuckerbergweg → [3] S. 254
2065. Zum Ackerberg
2066. Zum Frieden
2067. Zum Heseberg
2068. Zum Hohen Holz
2069. Zum Jägertisch
2070. Zum Kahlenberg
2071. Zum Lindenplatz
2072. Zum Ölpersee → Ölper
2073. Zum Steinbruch
2074. Zum Wiesengrund
2075. Zum Wiesental
2076. Zur Hagenriede
2077. Zur Siekwiese
2078. Zur Wabe → Wabe (Schunter)
2079. Zusestraße (seit 16. Februar 2010) → Konrad Zuse[8]
2080. Zweibrückenstraße
2081. Zwischen den Bächen